# The Gilded Cage (film 1916)
The Gilded Cage è un film muto del 1916 diretto da Harley Knoles.

## Produzione
Il film fu prodotto dalla World Film.

## Distribuzione
Il copyright del film, richiesto dalla World Film Corp, fu registrato il 2 ottobre 1916 con il numero LU9228. 
Distribuito dalla World Film e presentato da William A. Brady, il film uscì nelle sale cinematografiche statunitensi il 9 ottobre 1916. In Portogallo, fu distribuito il 1º gennaio 1919 con il titolo Jaula Dourada.